# INVU (canção)
"INVU" (/aɪ ɛn viː juː/ ) é uma canção gravada pela cantora sul-coreana Taeyeon, para seu terceiro álbum de estúdio de mesmo nome. Tendo sido lançada como a sua faixa-título em 14 de fevereiro de 2022, através da SM Entertainment. As letras foram escritas por Jinli (Full8loom), enquanto sua composição ficou a cargo de Peter Wallevik, Daniel Davidsen, Rachel Furner e Jess Morgan, com arranjos de PhD.
O lançamento de "INVU" atingiu o topo das tabelas musicais sul-coreanas, além de realizar entradas em diversos outros territórios. A canção recebeu recepção positiva pela crítica especializada que a inseriu em diversas listas anuais de reconhecimento de melhores canções do ano.

## Antecedentes e lançamento
Em 11 de janeiro de 2022, a SM Entertainment anunciou que Taeyeon lançaria em 17 de janeiro, um single digital intitulado "Can't Control Myself", previamente ao lançamento de seu terceiro álbum de estúdio com data para fevereiro de 2022. Posteriormente, em 26 de janeiro, o nome do terceiro álbum de estúdio foi anunciado como sendo INVU, além de informações como sua data de lançamento para 14 de fevereiro e sua composição com treze faixas, além de sua pré-venda iniciando no mesmo dia. Em 3 de fevereiro, um trecho em vídeo foi lançado com "INVU", anunciado-o como o primeiro single. Em 12 de fevereiro, uma prévia do vídeo musical foi lançado. A seguir, em 14 de fevereiro, a canção foi lançada como o single do álbum INVU, juntamente com seu vídeo musical.
Durante a coletiva de imprensa de INVU, realizada em 14 de fevereiro, Taeyeon afirmou que houve uma "reação negativa" acerca da escolha da faixa como single principal do álbum, já que sua equipe "estava dizendo 'não' e [ela] era a única que estava dizendo 'sim!'". Ela chamou a opção de "uma decisão ousada, mas [ela] tinha confiança" de que era a melhor escolha. Em 15 de fevereiro, em uma entrevista para a publicação Nylon, Taeyeon disse que foi "imediatamente atraída por esse tipo de gênero" ao ouvir a canção. Ela também revelou "INVU" como sendo sua canção favorita do álbum e acrescentou que: "A maneira como eu abordo o amor é semelhante a como ['INVU'] o descreve, então me sinto um pouco mais ligada a ela".
Em 28 de abril, três remixes de "INVU" de autoria de Zhu, Moon Kyoo e Ginjo, foram lançados sob o título de iScreaM Vol.15: INVU Remixes.

## Composição
"INVU" possui letras de Jinli (Full8loom), tendo sido composta por Peter Wallevik, Daniel Davidsen, Rachel Furner e Jess Morgan, além de possuir arranjos de PhD.  A faixa apresenta "letras melancólicas dizendo 'eu invejo você' para um parceiro que não leva o amor a sério".
A canção foi composta na tonalidade de Si menor, com um andamento de 107 batidas por minuto. Musicalmente, "INVU" foi descrita como pertencente aos gêneros house, dance-pop e synth-pop com uma "batida funky", "som de sintetizador suave e sonhador" e "melodia de flauta impressionante no refrão". Além disso, os vocais de Taeyeon foram elogiados por expressar profundamente as várias emoções contidas na canção", e por "esplêndidas notas altas [que] enfatizam as letras".

## Promoção
Antes do lançamento do álbum, em 14 de fevereiro de 2022, Taeyeon realizou um evento ao vivo chamado "Taeyeon INVU Countdown Live" na plataforma de videos YouTube, para apresentar o álbum e se comunicar com seus fãs. Após o lançamento do álbum, ela cantou "INVU" em dois programas musicais: M Countdown da Mnet em 17 de fevereiro e Inkigayo da SBS em 20 de fevereiro.

## Faixas e formatos
| "INVU – Download digital, streaming |        |         |  |
| N.º                                 | Título | Duração |  |
| 1.                                  | "INVU" | 3:24    |  |

| "iScreaM Vol.15: INVU Remixes" – Download digital, streaming |                          |         |  |
| N.º                                                          | Título                   | Duração |  |
| 1.                                                           | "INVU" (Zhu remix)       | 3:39    |  |
| 2.                                                           | "INVU" (Moon Kyoo remix) | 4:11    |  |
| 3.                                                           | "INVU" (Ginjo remix)     | 3:40    |  |

## Recepção
| Crítica/Publicação  | Lista                                                       | Classificação | Ref.   |
| ------------------- | ----------------------------------------------------------- | ------------- | ------ |
| Billboard           | As 25 Melhores Canções de K-Pop de 2022: Escolhas da Equipe | 8             | [ 17 ] |
| CNN Filipinas       | As 25 Canções Favoritas de K-pop da CNN Filipinas em 2022   | Colocado      | [ 18 ] |
| Idology             | As 20 Canções do Ano                                        | Colocado      | [ 19 ] |
| NME                 | As 25 Melhores Canções de K-Pop de 2022                     | 3             | [ 20 ] |
| Rolling Stone Índia | Os 10 Melhores Vídeos Musicais Coreanos de 2022             | 5             | [ 21 ] |
| Teen Vogue          | Os 21 Melhores Vídeos Musicais de K-Pop de 2022             | Colocado      | [ 22 ] |
| Teen Vogue          | As 79 Melhores Canções de K-Pop de 2022                     | Colocado      | [ 23 ] |
| The Korea Herald    | Destaques do K-Pop em 2022                                  | 6             | [ 24 ] |
| The Telegraph       | Top 20 Sucessos do K-Pop do Ano                             | 12            | [ 25 ] |

| Ano  | Prêmio                    | Categoria                                          | Resultado | Ref.   |
| ---- | ------------------------- | -------------------------------------------------- | --------- | ------ |
| 2022 | MAMA Awards               | Melhor Performance Vocal – Solo                    | Venceu    | [ 26 ] |
| 2022 | MAMA Awards               | Canção do Ano                                      | Indicado  | [ 27 ] |
| 2022 | Melon Music Awards        | Canção do Ano                                      | Indicado  | [ 28 ] |
| 2023 | Circle Chart Music Awards | Artista do Ano – Música Digital Global (Fevereiro) | Venceu    | [ 29 ] |
| 2023 | Golden Disc Awards        | Bonsang Digital                                    | Indicado  | [ 30 ] |
| 2023 | Korean Music Awards       | Melhor Canção Electrônica                          | Indicado  | [ 32 ] |

| Programa         | Emissora | Data                    | Ref.   |
| ---------------- | -------- | ----------------------- | ------ |
| Inkigayo         | SBS      | 27 de fevereiro de 2022 | [ 33 ] |
| Inkigayo         | SBS      | 6 de março de 2022      | [ 34 ] |
| Inkigayo         | SBS      | 13 de março de 2022     | [ 35 ] |
| M Countdown      | Mnet     | 24 de fevereiro de 2022 | [ 36 ] |
| Show! Music Core | MBC      | 26 de fevereiro de 2022 | [ 37 ] |
| Show! Music Core | MBC      | 5 de março de 2022      | [ 38 ] |
| Show! Music Core | MBC      | 12 de março de 2022     | [ 39 ] |
| Show! Music Core | MBC      | 19 de março de 2022     | [ 40 ] |

| Categoria               | Data                    | Ref.   |
| ----------------------- | ----------------------- | ------ |
| Weekly Popularity Award | 28 de fevereiro de 2022 | [ 41 ] |
| Weekly Popularity Award | 7 de março de 2022      | [ 41 ] |
| Weekly Popularity Award | 14 de março de 2022     | [ 41 ] |
| Weekly Popularity Award | 21 de março de 2022     | [ 41 ] |

## Vídeo musical
O vídeo musical de "INVU" foi dirigido por Samson do High Quality Fish e lançado junto com o single em 14 de fevereiro de 2022.
A produção possui o tema "celestial" e retrata Taeyeon "como uma guerreira encantadora em uma busca para aniquilar o amor que a destruiu" com cenas alternando entre "um antigo templo de inspiração romana, esculpida em mármore, para um vasto deserto em uma terra vazia". Taeyeon descreveu o vídeo musical como "um novo tipo de imagem e visual que [ela] não tentou antes", afirmando que o conceito da canção "é sobre uma personagem principal que é ferida pelo amor, mas mesmo assim, dá tudo quando se trata de amor". Em adição, ela quis expressar essas características na produção através de "visuais fortes e guerreiras",  incluindo várias cenas que "lembram os espectadores da mitologia grega".
O vídeo musical foi escolhido como um dos melhores vídeos musicais de K-pop do ano pela Teen Vogue e Rolling Stone Índia.

## Desempenho nas paradas musicais
"INVU" estreou no topo da Gaon Digital Chart da Coreia do Sul na semana referente a 13 a 19 de fevereiro de 2022. Em suas paradas componentes, a canção estreou em seu pico de número um na Gaon Download Chart e posicionou-se em número dois na Gaon Streaming Chart. Na semana seguinte, "INVU" subiu para o topo da Gaon Streaming Chart. A seguir, "INVU" posicionou-se em número um pela tabela mensal da Gaon Digital Chart de março de 2022, figurando mais tarde em doze, em sua respectiva tabela anual. Pela Billboard K-pop Hot 100, a canção estreou em número quinze na semana referente a 26 de fevereiro de 2022, subindo para o número um na semana seguinte. Além disso, "INVU" estreou em seu pico de número sete pela Billboard South Korea Songs na semana referente a 7 de maio de 2022.
Em Singapura, "INVU" estreou em número 29 pela RIAS Top Streaming Chart e em número oito na Top Regional Chart na semana referente a 11 a 17 de fevereiro de 2022, subindo mais tarde para seu pico de número onze na Top Streaming Chart e de número quatro na Top Regional Chart na semana seguinte. "INVU"  também estreou em número onze na Billboard Singapore Songs na semana referente a 5 de março de 2022. Pela 'Billboard  Vietnam Hot 100, a canção estreou em número 26 na edição de 24 de fevereiro de 2022, ascendendo para seu pico de número doze na semana seguinte. Em Taiwan, "INVU" estreou em número quinze pela Taiwan Songs na edição de 26 de fevereiro de 2022, subindo para o número oito na semana seguinte. Em Hong Kong, a canção estreou em número treze pela Billboard Hong Kong Songs na edição de 5 de março de 2022. Na Malásia, "INVU" estreou em número quinze pela Billboard Malaysia Songs na semana referente a 5 de março de 2022.
Nos Estados Unidos, "INVU" estreou em seu pico de número oito pela Billboard World Digital Song Sales, referente a semana de  26 de fevereiro de 2022. Globalmente, a canção posicionou-se em número 138 pela Billboard Global Excl. U.S. na edição do gráfico referente a 5 de março de 2022.
| Parada musical (2022)                          | Melhor posição |
| ---------------------------------------------- | -------------- |
| Coreia do Sul (Gaon Digital Chart)             | 1              |
| Coreia do Sul (Billboard South Korea Songs)    | 7              |
| Coreia do Sul (Billboard K-pop Hot 100)        | 1              |
| Estados Unidos (Billboard World Digital Songs) | 8              |
| Hong Kong (Billboard Hong Kong Songs)          | 13             |
| Malásia (Billboard Malaysia Songs)             | 15             |
| Malásia (RIM)                                  | 14             |
| Mundo (Billboard Global Excl. U.S.)            | 138            |
| Singapura (Billboard Singapore Songs)          | 11             |
| Singapura (RIAS)                               | 11             |
| Taiwan (Billboard Taiwan Songs)                | 8              |
| Vietname (Vietnam Hot 100)                     | 12             |

| Parada musical (2022)                | Posição |
| ------------------------------------ | ------- |
| Coreia do Sul (Circle Digital Chart) | 12      |

## Créditos e pessoal
A elaboração de "INVU" atribui os seguintes créditos adaptados do encarte de INVU.
Produção
- SM Big Shot Studio – gravação
- SM Starlight Studio – edição digital, engenharia de mixagem
- SM Blue Cup Studio – mixagem
- SM Entertainment – produção executiva

Pessoal
- Lee Soo-man – produção
- Yoo Young-jin – música e direção de som
- Taeyeon – vocais, vocais de apoio
- Rachel Furner – vocais de apoio,  composição
- Jinli (Full8loom) – letras
- Peter Wallevik – composição
- Daniel Davidsen – composição
- Jess Morgan – composição
- PhD – arranjo
- Lee Min-kyu – gravação
- Jeong Yu-ra – edição digital, engenharia de mixagem
- Lee Joo-hyung – direção vocal, Pro Tools
- Jeong Jeong-seok – mixagem

## Histórico de lançamento
| Região        | Data                    | Formato                       | Versão   | Gravadora  | Ref.   |
| ------------- | ----------------------- | ----------------------------- | -------- | ---------- | ------ |
| Coreia do Sul | 14 de fevereiro de 2022 | CD download digital streaming | Original | SM Dreamus | [ 67 ] |
| Mundo         | 14 de fevereiro de 2022 | CD download digital streaming | Original | SM         | [ 15 ] |
| Mundo         | 28 de abril de 2022     | Download digital streaming    | Remixes  | SM ScreaM  | [ 68 ] |